# Empis spectabilis
Empis spectabilis är en tvåvingeart som beskrevs av Friedrich Hermann Loew 1862. Empis spectabilis ingår i släktet Empis och familjen dansflugor. Inga underarter finns listade i Catalogue of Life.